# Жовтневе водосховище (Харківська область)
 Жовтневе водосхо́вище  — невелике руслове водосховище на річці Мокрий Ізюмець (ліва притока р. Сіверський Донець). Розташоване поблизу села Боголюбівка Ізюмського району Харківської області.
- Водосховище побудовано в 1981 році по проекту інституту "Харківдіпроводгосп".
- Призначення - зрошення, риборозведення, рекреація.
- Вид регулювання - багаторічне.

## Основні параметри водосховища
- нормальний підпірний рівень — 111,0 м;
- форсований підпірний рівень — 112,4 м;
- рівень мертвого об'єму — 105,1 м;
- повний об'єм — 3,805 млн м³;
- корисний об'єм — 1,800 млн м³;
- площа дзеркала — 104,3 га;
- довжина — 3,4 км;
- середня ширина - 0,308 км;
- максимальні ширина - 0,35 км;
- середня глибина — 3,6 м;
- максимальна глибина — 8,0 м.

## Основні гідрологічні характеристики
- Площа водозбірного басейну - 58,7 км².
- Річний об'єм стоку 50% забезпеченості - 2,04 млн м³.
- Паводковий стік 50% забезпеченості - 1,77 млн м³.
- Максимальні витрати води 1% забезпеченості - 74,0 м³/с.

## Склад гідротехнічних споруд
- Глуха земляна гребля довжиною - 267 м, висотою - 11,5 м, шириною - 10 м. Закладення верхового укосу - 1:10, низового укосу - 1:2,5.
- Шахтний водоскид із монолітного залізобетону висотою - 8,2 м, розмірами 2(3,5х4)м.
- Водоскидний двохвічковий тунель довжиною - 56 м, розмірами 2(2,5х2)м.
- Донний водоспуск із трьох сталевих труб діаметром 500 мм, суміщений із шахтним водоскидом, обладнаний засувками.

## Використання водосховища
Водосховище було побудовано для зрошення в колгоспах "40 років Жовтня" та "Восток" Ізюмського району.
На даний час використовується для риборозведення.